# 박상길 (정치인)
박상길(朴相吉, 1925년 2월 16일~2003년 4월 17일)은 대한민국의 정치인이다. 제4대 국회의원(1958년 5월 31일 ~ 1960년 7월 28일), 총무처 차관(1965년 12월 14일 ~ 1967년 7월 4일)을 지냈다.

## 역대 선거 결과
|  | 25.07% |

|  | 0% |